# Acetabulum
Acetabulum je přibližně 0,07 l. Jedná se o jednotku objemu ve starověkém Římě, která byla ekvivalentem řecké míry ὀξύβαφον (oxybafon). Představovala jednu čtvrtinu heminy a tedy jednu osminu sextaria. Voda o tomto objemu měla hmotnost patnácti attických drachem.
Převodní vztah:
- 1 acetabulum = 0,066 l = 1/384 amfory.